# ایرانیوم
ایرانیوم نام فیلم مستندی ۶۰ دقیقه‌ای به تهیه کنندگی رافائل شور و کارگردانی الکس ترمن است، شهره آغداشلو راوی این مستند می باشد. [کلاربون فاند] و [الکس ترمن] نیز نویسندگان این مستند هستند. 
این فیلم به مصاحبه با کارشناسان امور ایران و ناراضیان سیاسی ایرانی، به «سیاست‌های حکومت ایران از جمله پیگیری سلاح‌های اتمی و حمایت از گروه‌هایی همچون حماس و حزب‌الله لبنان می‌پردازد و نسبت به تهدیدی که ایران متوجه جهان می‌کند، هشدار می دهد».  اورانیوم نوعی ماده [اتمی] است 

## درخواست عدم پخش فیلم در کانادا
در پی تهدید و اعتراض سفارت جمهوری اسلامی ایران در اتاوا، نمایش این فیلم در مورد ایران که قرار بود در تاریخ ۱۸ ژانویه ۲۰۱۱ در مرکز ملّی کتابخانه و آرشیو کانادا در اتاوا برگزار شود، لغو شده بود، اما وزیر میراث فرهنگی کانادا، [جیمز مور] دستور داد که فیلم نمایش داده شود.

## پخش در کانادا
در تاریخ ۶ فوریه ۲۰۱۱ این مستند در کتابخانه ملی کانادا به نمایش در آمد.